# Quagmire McDuck
Mac Sovinah é um personagem fictício do Universo Disney.
É um tio-avô esnobe de Tio Patinhas. Não aparece diretamente em nenhuma história, mas impulsiona a trama de "Herança de Família" (1955), de Carl Barks. Nesta história, Patinhas usa um relógio de bolso capaz de prever qualquer eclipse solar que seu pai, Fergus, herdara do tio Mac Sovinah - e em turno era originalmente do antepassado Capitão Mac Patinhas - para conseguir a mansão do tio-avô. Mais tarde Mac Sovinah foi incluído Árvore Genealógica da Família Pato, criada por Don Rosa.
Seu fantasma faz uma pequena aparição no episódio "The Secret (s) of Castle McDuck" da série DuckTales (2017). 